# Petunia scheideana
Petunia scheideana là loài thực vật có hoa trong họ Cà. Loài này được L.B. Sm. & Downs miêu tả khoa học đầu tiên năm 1964.